# Jan Bolhuis van Zeeburgh
Jan Bolhuis van Zeeburgh (voornamen zijn: Jan Bolhuis, de geslachtsnaam is: Van Zeeburgh) (Warffum, 11 januari 1836 – Den Haag, 18 oktober 1880) was een Nederlands historicus. 

## Leven en werk
Van Zeeburgh werd in 1836 in Warffum geboren als derde zoon van de landbouwer Pieter Dojes van Zeeburgh (1809-1842) en Eilke Mennes Beukema (1801-1840). Zijn grootvader Doje Pieters van Zeeburgh (1779-1820), burgemeester van Warffum, was getrouwd met Alagonda van Bolhuis (1784-1816), dochter van Jan van Bolhuis (1750-1803).
Van Zeeburgh  werd op 15 september 1855 aan de Universiteit van Groningen ingeschreven bij de faculteit voor letteren en rechten. Op 15 maart 1859 vertrok hij naar de Universiteit van Leiden. Hier promoveerde hij op 2 juni 1870 tot doctor in de letteren met een studie naar de eerste graven van het Hollandse Huis.
In het begin van 1877 volgde een aanstelling als tijdelijk ambtenaar bij de Koninklijke Bibliotheek. Hier werkte hij aan een catalogus van de handschriften die zich daar bevonden. Deze kon hij niet voltooien door toenemende ziekelijkheid. Hij overleed op 18 oktober 1880 in de hofstad.

## Werken (selectie)
- Over de geschiedenis der eerste graven uit het Hollandsche huis (dissertatie). Leiden 1870
- Kritiek der Friesche geschiedschrijving (1e deel, onvoltooid gebleven), Den Haag 1873 (gearchiveerd van www.wumkes.nl)
- 'Hollandsche geschiedbronnen voor het Beiersche tijdperk, 1345-1436', in: Bijdragen voor Vaderlandsche Geschiedenis en Oudheidkunde (BVGO), N.R. 8 (1875), blz. 347-376
- 'Herman van Kuik en graaf Floris I en Otto voogd van Holland', in Bijdragen voor Vaderlandsche Geschiedenis en Oudheidkunde (BVGO), N.R. 13 (1880), blz. 29 ff. en  75 ff.
- Verscheidene artikelen, onder andere in De Nederlandsche Spectator

## Bron
- Jan Bolhuis van Zeeburgh, in: J.G. Frederiks en F. Jos. van den Branden, Biographisch woordenboek der Noord- en Zuidnederlandsche letterkunde, L.J. Veen, Amsterdam 1888-1891.